# Madame doubtfire (canción)
«Madame doubtfire» es una canción de Beggar's Opera que cierra el álbum Pathfinder, y el último tema que Martin Griffiths y Raymond Wilson graba junto a Beggar's opera.

## Créditos
- Martin Griffiths: voz
- Ray Wilson: batería, percusión, campanas.
- Ricky Gardiner: guitarra
- Alan Park: teclados
- Gordon Sellar: bajo